# Gałeczka
Gałeczka (Sphaerius) – rodzaj chrząszczy z podrzędu Myxophaga i rodziny gałeczkowatych. Ma zasięg kosmopolityczny, przy czym większość gatunków występuje w krainie orientalnej. Wiele gatunków jest półwodnych, ale niektóre są całkowicie lądowe.

## Morfologia

### Owad dorosły

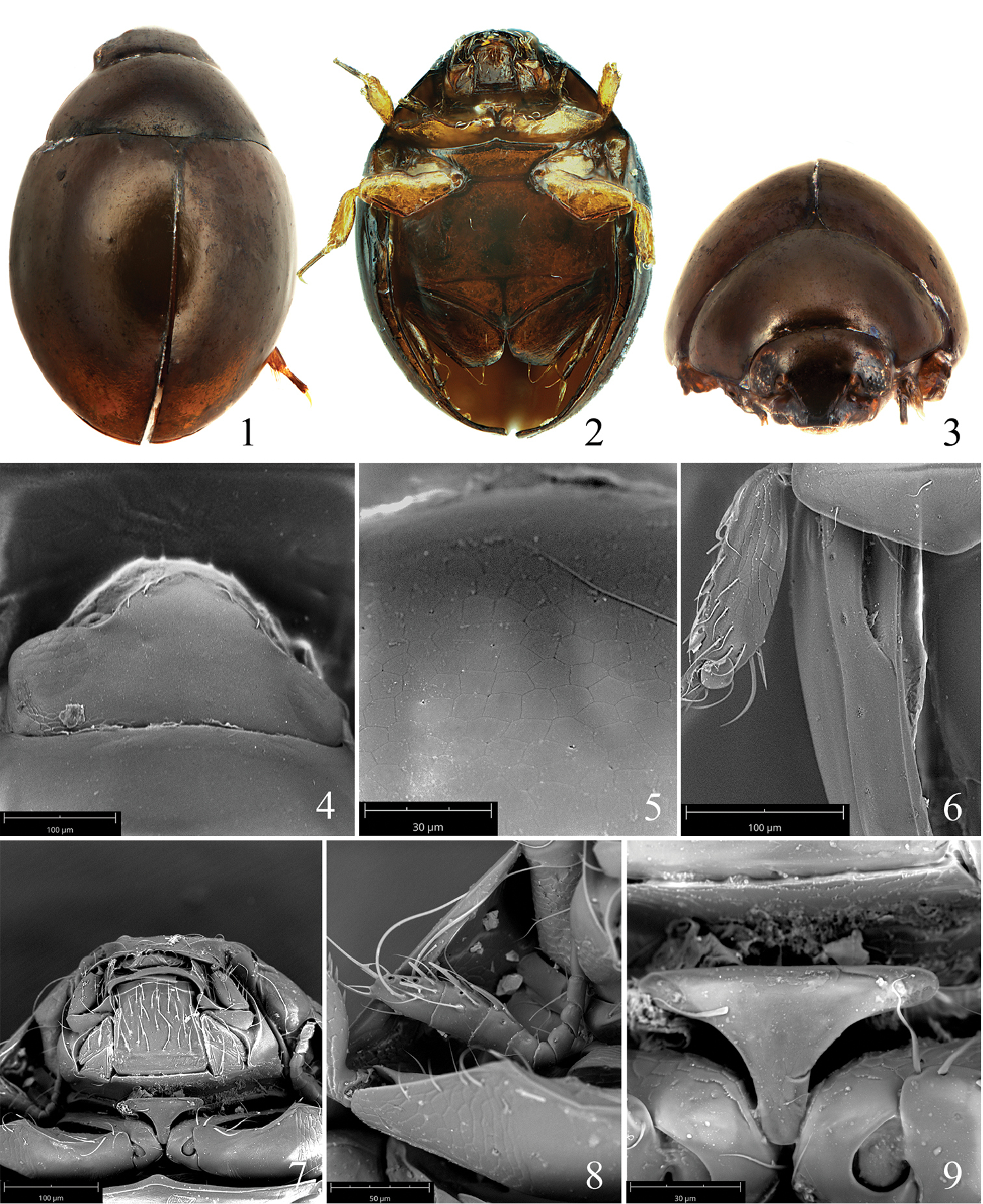
Budowa ciała na przykładzie Sphaerius minutus. 1–3: widok ogólny, 4: widok grzbietowy głowy, 5: mikrosiateczkowanie przedplecza, 6: epipleura, 7: widok spodni głowy, 8: czułek, 9: wyrostek przedpiersia

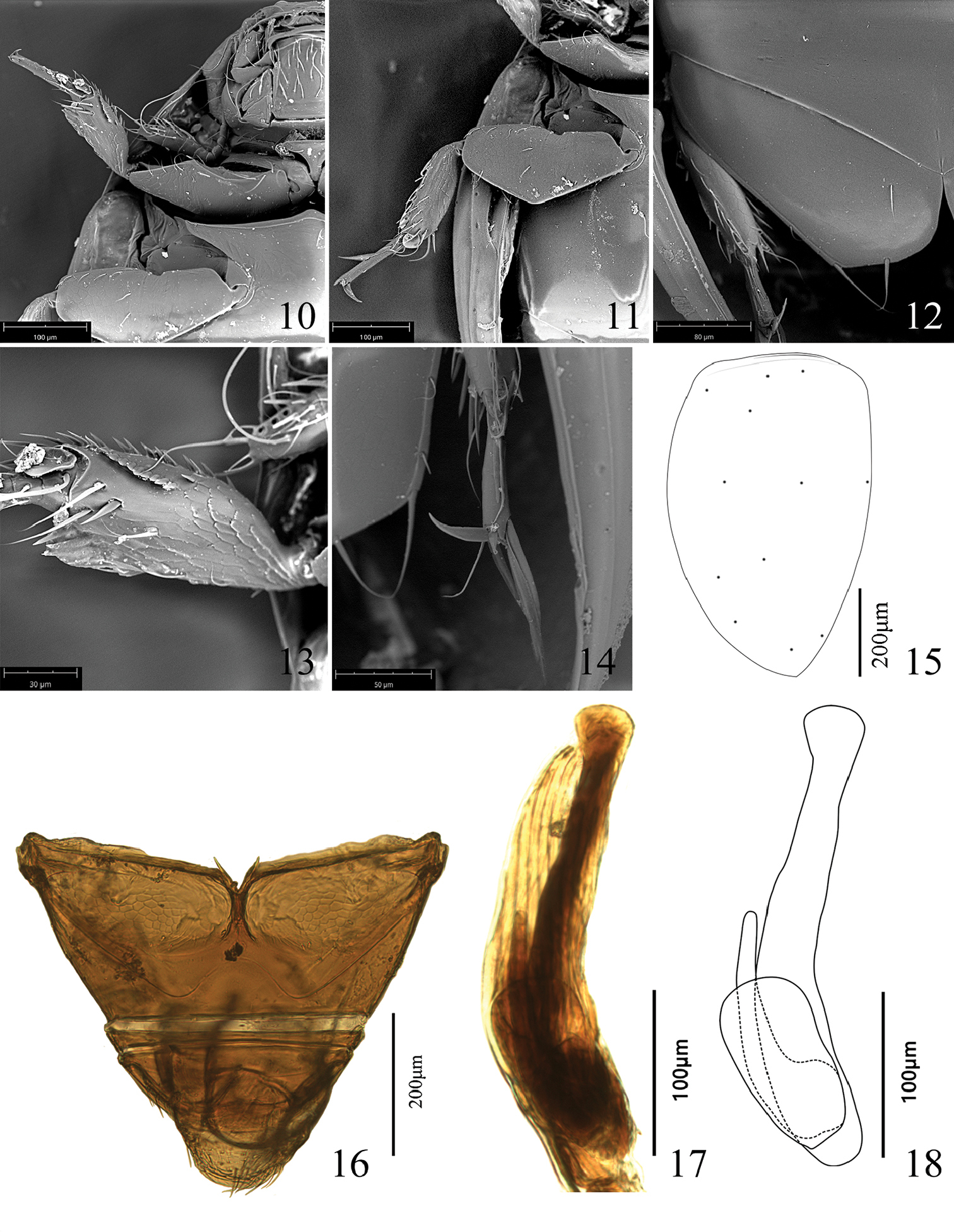
Budowa ciała na przykładzie S. minutus. 10: przednie odnóże, 11: środkowe odnóże, 12: tylne odnóże, 13: przednia goleń, 14: tylna stopa, 15: chetotaksja pokrywy, 16: odwłok, 17–18: widok boczny na genitalia samca

Chrząszcze o ciele długości od 0,5 do 1,3 mm kształtu niemal półkulistego – wierzch ciała jest silnie wypukły, spód płaski, a obrys okrągławy, pośrodku najszerszy. Oskórek jest barwy ciemnobrązowej do czarnej, prawie nagi, jedynie z wierzchu zaopatrzony w rozproszone, krótkie szczecinki. 
Szeroka i spłaszczona głowa jest prognatyczna. Oczy złożone są całobrzegie, poprzeczne, dobrze rozwinięte, ale nie wyłupiaste. Przeciętnie długie czułki zbudowane są z jedenastu członów, z których trzy ostatnie formują buławkę. Warga górna jest dobrze wykształcona. Krótkie, szerokie i spłaszczone żuwaczki mają dobrze rozwinięte mole o dwuzębnych szczytach oraz dobrze wykształcone, błoniaste prosteki. Żuwaczki nie są symetryczne, gdyż lewa z nich dysponuje dodatkowo stawowo połączonym płatkiem. Szczęki są uwstecznione i częściowo schowane. Szwy gularne są od siebie wyraźnie oddalone. Szkielet wewnętrzny głowy cechuje się dobrze rozwiniętym korpotentorium.
Szyja pozbawiona jest sklerytów. Przedplecze ma prostą krawędź tylną i największą szerokość osiąga na wysokości nieco zaostrzonych kątów tylnych. Niewielka tarczka ma ostry kąt tylny. Nieregularnie punktowane, zaokrąglone na tyle pokrywy zasłaniają cały odwłok. Tylna para skrzydeł ma szerokie i zwinięte u wierzchołka błony oraz pozbawiona jest znamion skrzydłowych. Szwy notopleuralne nie spotykają się na przedzie ze szwami sternopleuralnymi. Krótkie przedpiersie ma zaokrąglony wierzchołek wyrostka. Panewki niemal walcowatych przednich bioder są silnie poprzeczne, wąsko odseparowane i zamknięte od wewnątrz wąską beleczką. Śródpiersie (mezowentryt) ma uwsteczniony, ścięty u szczytu wyrostek międzybiodrowy zrośnięty z większym, poprzecznym, płaskim zapiersiem (metawentrytem). Krótki i szeroki endosternit zatułowia ma smukłe ramiona boczne. Biodra tylnej pary niemal stykają się ze sobą. Wszystkie odnóża są krótkie, mają golenie krótsze od ud i zaopatrzone w pojedyncze ostrogi, a stopy trójczłonowe i smukłe.
Odwłok ma błoniaste tergity, z których dziewiąty podzielony jest na laterotergity, a dziesiąty jest wolny, nieprzyrośnięty do poprzedniego. Na spodzie odwłoka widoczne są tylko trzy sternity (wentryty), z których drugi jest węższy i krótszy od pozostałych. Funkcjonalne przetchlinki odwłokowe znajdują się na segmentach od pierwszego do ósmego. Samica ma krótkie i szerokie pokładełko. Genitalia samca charakteryzuje edeagus o paramerach zrośniętych z fallobazą lub całkiem zanikłych oraz prąciu pozbawionym rozpórek w części przedniej.

### Larwa
Larwy mają podługowate, spłaszczone, na przedzie najszersze i ku tyłowi zwężające się ciało, osiągające do 1,5 mm długości. Oskórek jest nagi i ma poprzeczne listewki o piłkowanych brzegach. Tylne krawędzie tergitów tułowia i odwłoka do ósmego włącznie mają palisady spłaszczonych, zwróconych ku tyłowi szczecinek.
Rozmiary głowy są duże, a kształt szerszy niż dłuższy, najszerszy za środkiem, po bokach zaokrąglony. Puszka głowowa pozbawiona jest szwu epistomalnego. Krótkie, dwuczłonowe czułki skierowane są do tyłu i mają stożkowate narządy zmysłowe pośrodku szczytowych członów. Po bokach od czułków leżą zgrupowane na wzgórkach cztery pary oczek larwalnych. Krótkie i szerokie żuwaczki mają jednozębne wierzchołki, piłkowane krawędzie tnące, duże mole i pozbawione są prostek. Szczęki mają słabo wydłużone pieńki i dwuczłonowe głaszczki szczękowe. Warga dolna ma zaznaczony podział na przedbródek i zabródek, duży i dwupłatowy języczek oraz jednoczłonowe, szeroko rozstawione głaszczki wargowe.
Tułów ma przedtułów szerszy od głowy i dłuższy niż dwa pozostałe segmenty wzięte razem. Krótkie, pięcioczłonowe odnóża mają szeroko rozstawione biodra i zwieńczone są niezmodyfikowanymi, opatrzonymi pojedynczymi szczecinkami pazurkami. Przetchlinki na tułowiu są niefunkcjonalne, natomiast na segmentach odwłoka od pierwszego do ósmego występują baloniaste skrzela przetchlinkowe.

## Ekologia i występowanie
Chrząszcze te występują na wilgotnym podłożu, często prowadząc półwodny tryb życia. Wiele gatunków zasiedla pobrzeża rzek i strumieni oraz mokradła. Spotykane są tam w wilgotnym piasku i mule, pod kamieniami, w szczątkach roślinnych, ściółce, wśród mchów i korzeni roślin. Prawdopodobnie odżywiają się glonami i sinicami. Larwy oddychają za pomocą skrzeli przetchlinkowych, zaś osobniki dorosłe gromadzą powietrze pod pokrywami. Niektóre gatunki są jednak całkowicie lądowe.
Rodzaj kosmopolityczny, znany z Ameryki Północnej, Centralnej i Południowej, Europy, Afryki, Madagaskaru, Azji i Australii. Najliczniej reprezentowany jest w krainie orientalnej, gdzie występuje 18 gatunków. Do fauny Polski zaliczany jest tylko Sphaerius acaroides.

## Taksonomia
Takson ten wprowadzony został w 1838 roku przez Josepha Waltla. Obejmuje 23 opisane dotychczas gatunki:
- Sphaerius acaroides Waltl, 1838
- Sphaerius africanus (Endrödy-Younga, 1997)
- Sphaerius alticola (Löbl, 1995)
- Sphaerius coenensis (Oke, 1954)
- Sphaerius coomani
- Sphaerius cribratus
- Sphaerius favosus
- Sphaerius gustavlohsei (Löbl, 1995)
- Sphaerius hispanicus Matthews, 1899
- Sphaerius humicola (Löbl, 1995)
- Sphaerius laeviventris Champion, 1923
- Sphaerius madecassus Paulian, 1949
- Sphaerius minutus Liang et Jia, 218[2]
- Sphaerius obsoletus
- Sphaerius ovensensis (Oke, 1954)
- Sphaerius papulosus Lesne, 1940
- Sphaerius perlaevis
- Sphaerius politus Horn, 1868
- Sphaerius scutellaris
- Sphaerius spississimus Lesne, 1935
- Sphaerius sylvicola (Löbl, 1995)
- Sphaerius tesselatus
- Sphaerius texanus Matthews, 1899
- Sphaerius tropicus